# Diontae Johnson
Diontae Johnson (5 luglio 1996) è un giocatore di football americano statunitense che milita nel ruolo di wide receiver per gli Houston Texans della National Football League (NFL).

## Carriera

### Pittsburgh Steelers

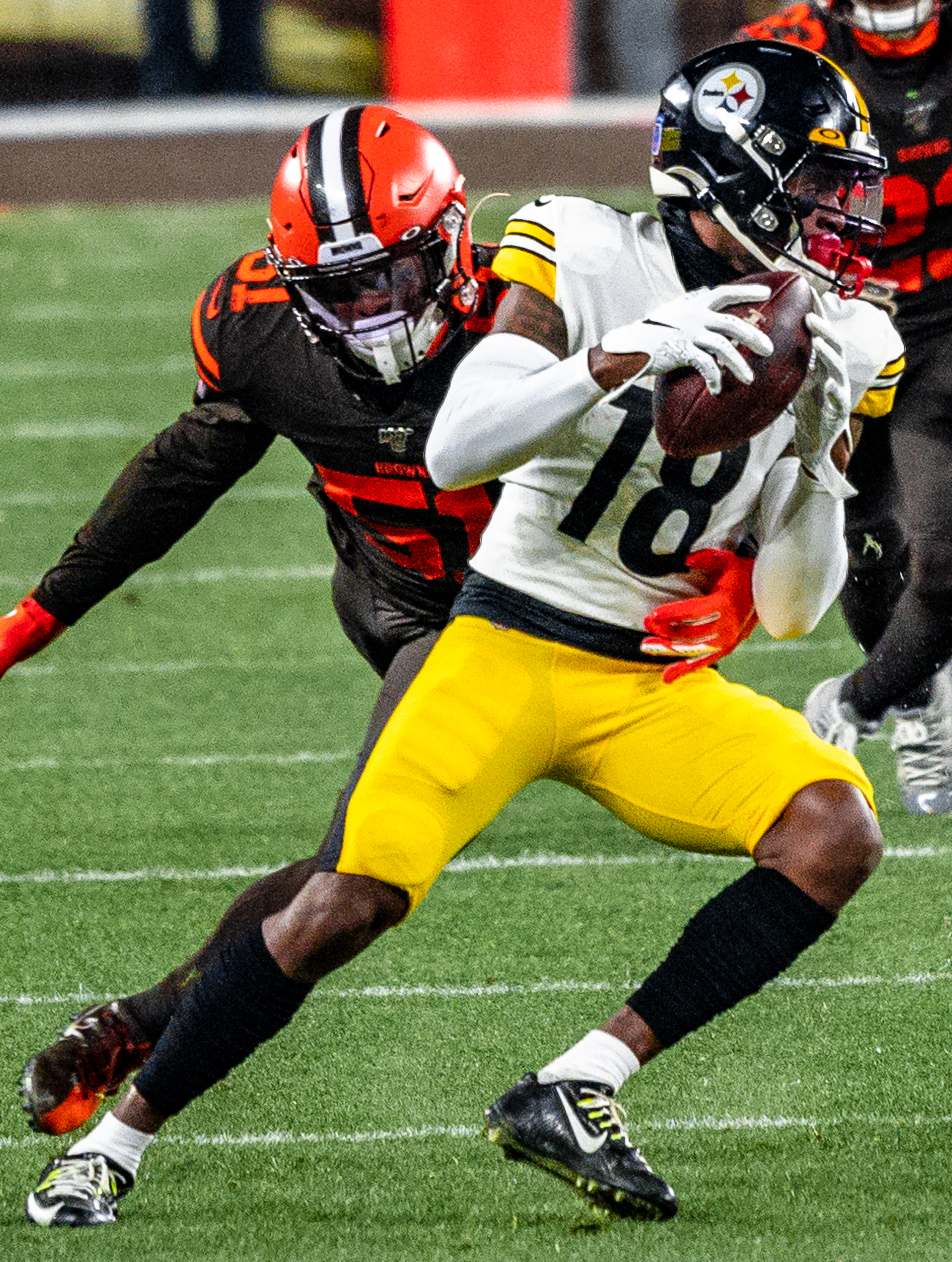
Johnson nel 2019

Johnson fu scelto nel corso del terzo giro (66º assoluto) del Draft NFL 2019 dai Pittsburgh Steelers. Debuttò come professionista nel primo turno contro i New England Patriots ricevendo 3 passaggi per 25 yard dal quarterback Ben Roethlisberger. Due settimane dopo segnò il suo primo touchdown nella sconfitta contro i San Francisco 49ers. Nel 14º turno fu premiato come miglior giocatore degli special team della AFC della settimana dopo avere ritornato un punt per 85 yard in touchdown nella vittoria sugli Arizona Cardinals. A fine stagione fu inserito nel Second-team All-Pro come punt returner dopo avere guadagnato 248 yard su ritorno. Come wide receiver ricevette 59 passaggi per 680 yard e 5 touchdown.
Nell'11º turno della stagione 2020 Johnson ricevette un nuovo primato personale di 12 passaggi. Nel 2021 si classificò quinto nella NFL con 107 ricezioni per 1.161 yard e 8 touchdown, venendo convocato per il Pro Bowl al posto dell'infortunato Keenan Allen.
Nel 2022 Johnson disputò per la prima volta tutte le 17 partite come titolare, ricevendo 882 yard ma per la prima volta senza segnare alcun touchdown.
Nella settimana 9 della stagione 2023, Johnson tornò a segnare per la prima volta dal 2021. Nel 15º turno divenne il primo giocatore della storia degli Steelers a fare registrare almeno 500 yard ricevute in tutte le prime cinque stagioni in carriera. In quella partita andò a segno per la terza settimana consecutiva.

### Carolina Panthers
Il 12 marzo 2024 Johnson fu scambiato con i Carolina Panthers per il cornerback Donte Jackson e la 178ª scelta assoluta del Draft NFL 2024. Nel terzo turno disputò fino a quel momento la miglior partita della sua carriera professionistica ricevendo dal quarterback Andy Dalton un primato personale di 122 yard e un touchdown nella vittoria sui Las Vegas Raiders. Miglior ricevitore della squadra nelle prime sette gare della stagione, con 30 ricezioni per 357 yard e tre touchdown, saltò la gara dell'ottavo turno contro i Denver Broncos per un infortunio al muscolo obliquo.

### Baltimore Ravens
Il 29 ottobre 2024 Johnson fu scambiato con i Baltimore Ravens. Il 4 dicembre fu sospeso per una partita dalla squadra per essersi rifiutato di entrare nella partita della settimana 13 contro i Philadelphia Eagles. Il 20 dicembre fu svincolato.

### Houston Texans
Il 23 dicembre 2024, dopo l'infortunio al ricevitore Tank Dell, Johnson firmò con gli Houston Texans.

### Ritorno ai Baltimore Ravens
Il 15 gennaio 2025 Johnson fece ritorno ai Ravens.  Non fu eleggibile per giocare il resto della stagione e divenne free agent dopo la sconfitta nei playoff contro i Buffalo Bills.

### Cleveland Browns
Il 28 aprile 2025 Johnson firmò un contratto annuale del valore di 1,17 milioni di dollari con i Cleveland Browns.

## Palmarès
- Convocazioni al Pro Bowl: 1

2021
- Second-team All-Pro: 1

2019
- Giocatore degli special team della AFC della settimana: 1

14ª del 2019

## Statistiche

### Stagione regolare
| 2019   | PIT    | 16 | 12 | 59  | 680   | 11,5 | 45 | 5  | 4  | 41  | 10,3 | 17 | 0 | 20 | 248 | 12,4 | 85 | 1 | 5  | 2 |
| 2020   | PIT    | 15 | 13 | 88  | 923   | 10,5 | 47 | 7  | 3  | 15  | 5,0  | 9  | 0 | 9  | 82  | 9,1  | 24 | 0 | 2  | 1 |
| 2021   | PIT    | 16 | 14 | 107 | 1 161 | 10,9 | 50 | 8  | 5  | 53  | 10,6 | 25 | 0 | 0  | 0   | —    | 0  | 0 | 2  | 2 |
| 2022   | PIT    | 17 | 17 | 86  | 882   | 10,3 | 37 | 0  | 7  | 25  | 3,6  | 8  | 0 | 0  | 0   | —    | 0  | 0 | 1  | 0 |
| 2023   | PIT    | 13 | 11 | 51  | 717   | 14,1 | 71 | 5  | 0  | 0   | —    | 0  | 0 | 0  | 0   | —    | 0  | 0 | 1  | 0 |
| 2024   | CAR    | 7  | 7  | 30  | 357   | 11,9 | 39 | 3  | 2  | 6   | 3,0  | 4  | 0 | 0  | 0   | —    | 0  | 0 | 0  | 0 |
| Totale | Totale | 84 | 74 | 421 | 4 720 | 11,2 | 71 | 28 | 21 | 140 | 6,7  | 25 | 0 | 29 | 330 | 11,4 | 85 | 1 | 11 | 5 |

### Play-off
| Stagione | Stagione | Stagione | Stagione | Ricezioni | Ricezioni | Ricezioni | Ricezioni | Ricezioni |     | Fumble | Fumble |
| Anno     | Squadra  | P        | PT       | Ricezioni | Ricezioni | Ricezioni | Ricezioni | Ricezioni |     | Fumble | Fumble |
| Anno     | Squadra  | P        | PT       | Ric       | Yard      | Media     | Max       | TD        | Fum | Persi  |        |
| -------- | -------- | -------- | -------- | --------- | --------- | --------- | --------- | --------- | --- | ------ | ------ |
| 2020     | PIT      | 1        | 1        | 11        | 117       | 10,6      | 19        | 0         | 0   | 0      |        |
| 2021     | PIT      | 1        | 1        | 5         | 34        | 6,8       | 13        | 1         | 0   | 0      |        |
| 2022     | PIT      | 1        | 1        | 4         | 48        | 12,0      | 19        | 1         | 0   | 0      |        |
| Totale   | Totale   | 3        | 3        | 20        | 199       | 10,0      | 19        | 2         | 0   | 0      |        |

Fonte Pro Football Reference

In grassetto i record personali in carriera —      leader della lega
Statistiche aggiornate alla settimana 8 della stagione 2024